# Kosinek
Kosinek (niem. Augustenruh) – kolonia w Polsce położona w województwie zachodniopomorskim, w powiecie choszczeńskim, w gminie Bierzwnik. W latach 1975–1998 miejscowość administracyjnie należała do województwa gorzowskiego. Miejscowość wchodzi w skład sołectwa Rębusz.

## Geografia
Kolonia leży ok. 1,5 km na północ od Rębusza, ok. 800 m na wschód od linii kolejowej nr 351.